# Clan McQuillan
Les McQuillan ou MacQuillan sont un clan irlandais d'origine écossaise qui a possédé la seigneurie de La Route et dominé la côte d'Antrim au nord de l'Irlande au Moyen Âge à partir de leur château de Dunluce.
D'origine incertaine, la famille des McQuillan est venue du sud-ouest de l'Écosse lors de la conquête de l'Irlande comme compagnie de gallowglass (mercenaires écossais). Vassaux des De Burgh, puissante famille de seigneurs anglo-normands installés en Irlande, ils les ont accompagné dans le nord lorsque ceux-ci ont acquis le Comté d'Ulster au début du XIVe siècle. Vassaux des Comtes d'Ulster, ils ont occupé la charge de connétables et dominé la côte d'Antrim où ils possédaient la seigneurie de La Route entre Coleraine, Ballycastle et Ballymena, autour du château de Dunluce qu'ils ont développé et fortifié.
Pris dans les feux des guerres féodales entre les O'Donnell et les O'Neill, ils ont été vaincus au milieu du XVIe siècle, et ont perdu leurs terres au profit des MacDonnell d'Antrim.

## Origines

Blason alternatif du Clan McQuillan décrit au XIXe siècle

Les McQuillan sont d'origine incertaine. Ils prétendaient être venus du Pays de Galles à la suite des envahisseurs normands du XIIe siècle en Irlande et descendre d'un certain Guillaume d'origine normande. Bien que cette explication soit plausible car les envahisseurs normands de l'Irlande sont d'abord venus du Pays de Galles, les McQuillan étaient plus probablement d'origine gaëlique. Une histoire répandue au XIXe siècle a aussi ajouté à la confusion en faisant des McQuillan des descendants de la famille normande des De Mandeville (Huguelin de Mandeville) qui auraient adopté un nom gaëlique pour mieux s'intégrer dans la société irlandaise.
Les De Mandeville étaient une famille cambro-normande s'étant installée dans le nord du comté d'Antrim. Selon cette assertion, le nom de McQuillan serait une celtisation de Mac Uigilin (Fils de Huguelin). En réalité, les De Mandeville auraient vendu leurs possessions en Antrim aux McQuillan vers les années 1460.
Le nom peut également provenir de l'anglicisation des patronymes gaëliques Mac Cuilinn, Mac Coilin ou Mac Cailean.
Les McQuillans sont probablement venus du sud-ouest de l'Écosse comme compagnie de mercenaires (route) au service des envahisseurs normands. Ils sont, pour la première fois, mentionnés en Irlande dans le Connaught comme vassaux de la famille normande des De Burgh (Famille de Bourg). Lorsque ceux-ci héritent du comté d'Ulster au début du XIVe siècle, ils les suivent dans le nord et s'installent sur la côte d'Antrim où leur seigneurie de La Route défend le flanc nord-ouest du comté le long de la côte.

## Les McQuillan, seigneurs de La Route

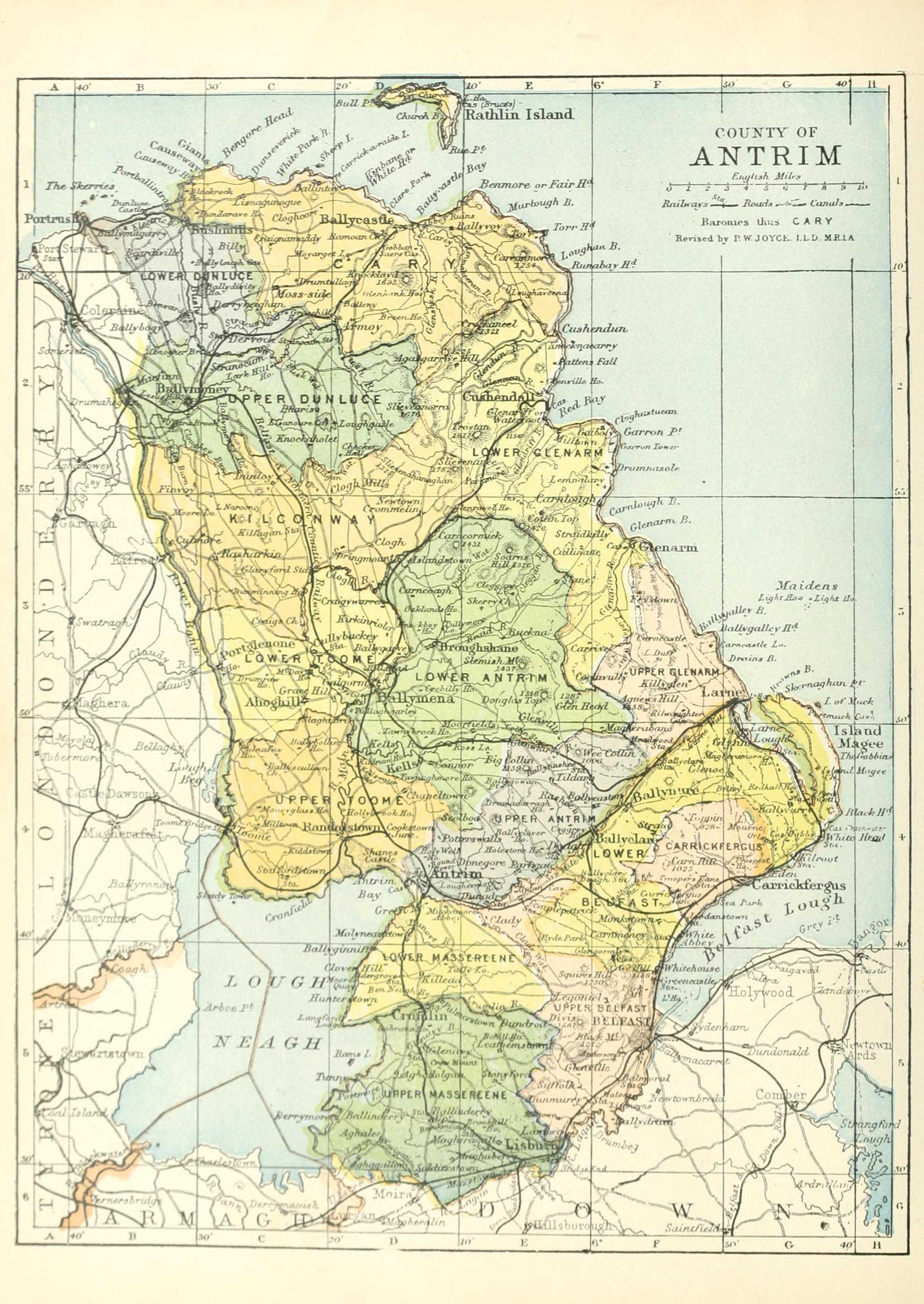
Ancienne carte des baronnies du comté d'Antrim

La seigneurie de La Route est le fief que possédaient les McQuillan aux XIVe siècle et XVe siècle sur la côte nord du comté d'Antrim. Le territoire s'étendait sur la côte de Coleraine à l'ouest à Ballycastle à l'est et jusqu'à Ballymena à l'intérieur des terres. Les McQuillan y possédaient de nombreux châteaux, dont celui de Dunseverick mais le château de Dunluce était leur principale résidence, connue comme le manoir des McQuillan. Le premier seigneur attesté est Sincin Mor McQuillan au XVe siècle. Ils avaient pour voisins, à l'est, le clan Mac EÓin (Famille De Bisset), seigneurs des Glens d'Antrim et à l'ouest, le clan O'Cahan qui dominait la rive gauche de la Bann. Leur seigneurie possédait deux importantes rivières à saumon, ressource économique stratégique : la Bush et la Bann. C'est un des enjeux des luttes de pouvoir à différentes échelles pour la possession de cette région stratégique, notamment du fait des prétentions de la Couronne d'Angleterre aux pêcheries en raison de leur suzeraineté sur l'ancien comté d'Ulster. Ainsi, le représentant de la Couronne d'Angleterre, le Lord Deputy d'Irlande Lord Gerald FitzGerald (9e comte de Kildare), déterminé à maintenir le contrôle sur les pêcheries, installe une garnison à Coleraine en 1519.

## Les guerres féodales duXVIesiècle
Au XVIe siècle, alors que le comté d'Ulster est déclinant, les familles irlandaises natives dominent à nouveau la région et les McQuillan sont pris dans les querelles féodales de domination en Ulster, notamment entre les O'Donnell, originaires du Donegal et les O'Neill, clan royal d'Ulster.
En 1513, les O'Neill battent les McQuillan en bataille et s'emparent du château de Dunluce où ils installent leur propre vassal McQuillan. Les O'Donnell répliquent, reprennent Dunluce et y installe leur propre McQuillan, Donald, fils de Walter. Cet événement fait des McQuillan, les loyaux supporters des O'Donnells dans leur tentative d'extension en Antrim, vitale pour leur commerce de poisson avec les Français et les Espagnols.
Devenus leurs alliés, ils combattent avec eux Les O'Neills et les O'Cahans. Les gallowglasses (mercenaires) écossais des Highlands employés par les O'Donnells et possessionnés dans le Donegal étaient alors les MacSweeny, un clan écossais des Highlands venus du Kintyre. Ils passent au service des MacQuillan à Dunluce. De même, le Clan MacDonald de Dunnyweg, clan écossais issus du Clan MacDonald, qui venait de prendre le contrôle des Glens d'Antrim aux dépens des MacEoin Bisset dans les années 1520, combattent aussi avec eux pour les compte des O'Donnells.
Après 20 ans de cette alliance, les McQuillan, dirigés par Édouard II virent de bord pour retourner à leur ancienne alliance avec le Lord Deputy d'Irlande, Lord Kildare et le Comté d'Ulster. En conséquence, ils subissent une invasion des forces conjointe des O'Donnells, O'Cahans et O'Rourkes et doivent se soumettre aux O'Donnells. Toutefois, alliés aux MacDonalds, ils lancent en riposte une attaque par-delà la Bann, ravagent les terres des O'Cahans et s'emparent de leur château de Limavady.
Ce triomphe est toutefois bref. À la suite de l'embuscade tendue par les MacDonalds aux MacSweenys et du massacre qui s'ensuit près de Dunluce, les O'Connells interviennent à nouveau et les McQuillans et les MacDonalds se soumettent une nouvelle fois. À nouveau en 1544, les O'Donnells attaquent les McQuillans et s'emparent de plusieurs de leurs forteresses, en particulier une île fortifiée sur la Bann contrôlant la pêche. Les McQuillans et leurs alliés McDonalds, ripostent à nouveau contre les vassaux locaux des O'Donnells, les O'Cahans mais ceux-ci, aidés des MacSweeneys survivants désirant se venger, parviennent à les repousser.
L'épuisement des clans dans ces combats incessants, le coût militaire des garnisons et la perte d'intérêt économique des pêcheries dévastées conduisent au retrait de certains protagonistes en 1545. Les O'Donnells abandonnent ainsi leur prétention sur la côte d'Antrim tandis que les Anglais retirent leur garnison de Coleraine.
Le vide ainsi laissé profite aux MacDonalds qui, selon un rapport d'une expédition anglaise lancée en vain contre eux en 1551, dominent toute la côte d'Antrim jusqu'à Belfast et sont déjà installés sur les terres des McQuillans. Colla MacDonnell, fils cadet du clan, travaille alors de concert avec son frère, chef de clan, James. Convoitant les terres d'Édouard II McQuillan, il épouse Eveleen, sa fille. Toutefois, un rapport militaire d'une nouvelle expédition anglaise rapporte que les MacDonalds se sont à nouveau étendu au détriment des McQuillans. Un an plus tard, en 1557, le Lord Deputy d'Irlande rapporte cette fois avoir dû donner l'hospitalité aux McQuillans chassés de leur château de Dunluce, preuve que celui-ci a été pris par les McDonalds peu avant cette expédition.
Alliés aux O'Neills, les tentatives d'Édouard III et de son frère Roderick “Rory Oge Ier” de récupérer leurs terres échouent à la fin du XVIe siècle. Ce dernier est tué à la bataille d'Aura en 1583 par Sorley Boy MacDonnell, le nouveau maître des lieux.

## Le château de Dunluce

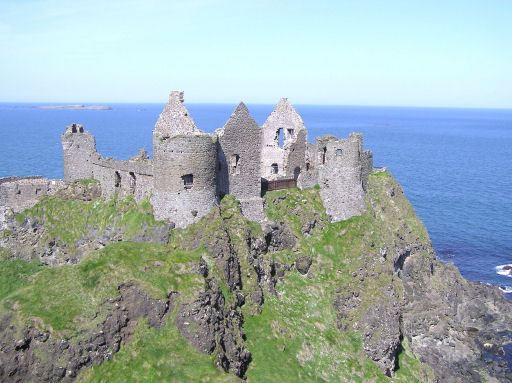
Château de Dunluce

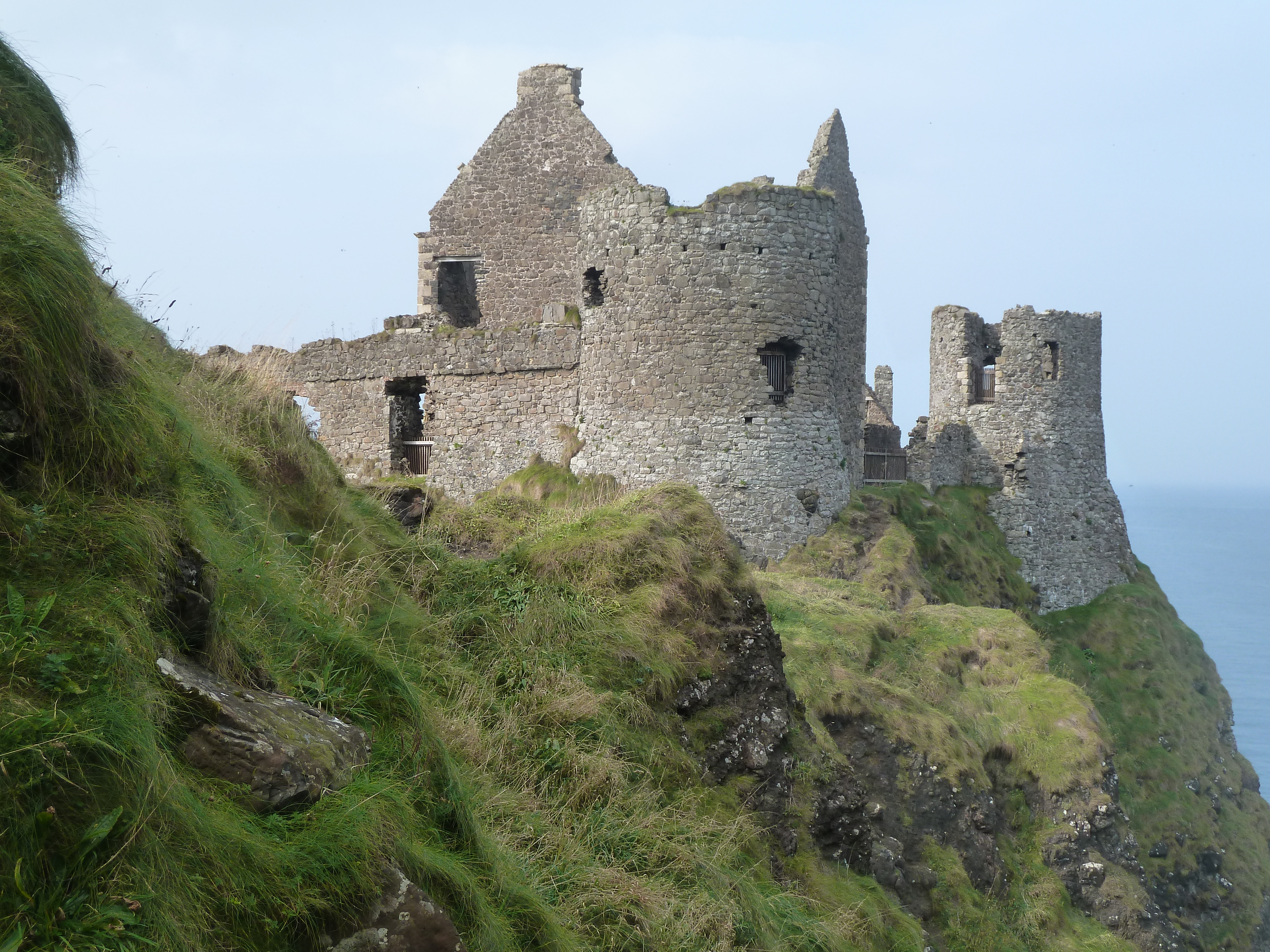
Les deux tours d'angle est du Château de Dunluce, datant du XVIe siècle

Le Château de Dunluce, ancien fort normand, était la principale forteresse et résidence des McQuillans sur la Chaussée des Géants. Le château est ainsi appelé Manoir des McQuillans dans les récits du XVIe siècle.
Bien que les différentes parties du château soient difficiles à dater avec précision, certaines parties importantes peuvent être datées du temps des McQuillans. C'est notamment le cas des deux tours rondes d'angle équipées de canonnières, datant probablement du XVIe siècle. C'est aussi probablement le cas du hall manorial de la cour intérieure.

## Généalogie

### Liste des Seigneurs de la Route
- Sincin Mor McQuillan (v.1390-1449)
- Édouard Ier McQuillan (v.1404-1506)
- Walter McQuillan (v.1460-?)
- Roderick McQuillan (v.1480-?)
- Donald McQuillan
- Édouard II McQuillan (v.1503-1605)

## Liste des personnes portant le patronyme McQuillan
- Malcolm MacQuillan, seigneur écossais du XIVe siècle
- Rachel McQuillan, joueuse de tennis professionnel australienne du XXe siècle